# Osen Korogashi
 (juillet 2024).
Si vous disposez d'ouvrages ou d'articles de référence ou si vous connaissez des sites web de qualité traitant du thème abordé ici, merci de compléter l'article en donnant les références utiles à sa vérifiabilité et en les liant à la section « Notes et références ».
 (mai 2021).
Osen-Korogashi est le nom d'une falaise d'environ 4 km, qui s'étend de l'extrémité ouest de la ville de Katsuura (département de Chiba) à la ville de Kamogawa. L'ancienne route nationale traversait la falaise, endroit difficile d'accès, mais une nouvelle route nationale a été construite pour pallier le problème.

## Localisation
L'endroit était connu autrefois comme difficile pour accéder à Bōsō Est, mais en 1929, un chemin de fer (actuelle ligne Sotobō) pour relier la partie Osen-Korogashi par le tunnel Kominato a été ouvert. Après cela, une nouvelle route reliant la partie Osen-Korogashi par le tunnel Osen-Korogashi et le tunnel de Sakaigawa avec la route nationale 128 a été achevée. Il n'en reste que le chemin à flanc de falaise. Actuellement, la route menant à ce chemin est bloquée par des barricades et il n'y a pas de glissières de sécurité. Par conséquent, il y a un fort risque de chute, et il n'est pas recommandé de le parcourir.
La station la plus proche est celle de Namegawa Island.

## Histoire
Jusqu'à l'époque d'Edo, les villages du côté est de la péninsule de Bōsō (Tōjō, Kominato, Okitsu, Katsuura) étaient reliés radialement à partir de Chiba et les routes le long de la côte n'étaient que des chemins de traverse, aucune route principale n'ayant été établie.
À l'époque Meiji, la navigation ne se développait pas du côté du Pacifique où les vagues étaient hautes, et les routes reliant la côte se sont développées très tôt. Leur date de début d'utilisation n'est pas claire mais il semble que l'on puisse la situer dans les années 1880.
En 1952 se produit le meurtre d'une famille de trois personnes (affaire d'Osen-Korogashi), où les victimes ont été jetées du haut de la falaise. Une nouvelle route avait été creusée à travers l'intérieur des terres et un raccourci avait été créé peu avant.
La route nationale actuelle a été achevée à la fin des années 1960 et Osen-Korogashi n'est plus un endroit difficile d'accès.

## Origine du nom
On dit que le nom vient de la fille unique de la famille Kosen, nommée Osen, qui vivait près de cette falaise. Osen aurait essayé de changer son père avide et cruel qui opprimait les villageois, mais se rendant compte que le changement était impossible, elle se serait jetée du haut de la falaise.